# Almenpraktiserende læge
En almenpraktiserende læge, også kaldet (alment) praktiserende læge, familielæge eller i et konkret patientforløb egen læge, er en speciallæge i almen medicin med overenskomst med sygesikringen, som modtager patienter med alle slags dagligdags symptomer og sygdomme. Arbejdsområdet kaldes også almen praksis. Den almenpraktiserende læge fungerer som indgangen til det danske sundhedsvæsen og er den eneste type læge som alle slags borgere har kontakt med.
Betegnelsen "praktiserende læge" er ikke helt præcis, da speciallæger i andre specialer end almen medicin også er praktiserende speciallæger, hvis de har egen praksis.

## Uddannelse
Almenpraktiserende læger er speciallæger i almen medicin, hvilket indebærer en femårig speciallægeuddannelse. Efter gennemførelse af medicinstudiet opnår man lægetitlen. Derefter følger 12 måneders klinisk basisuddannelse (tidligere kaldet turnus), hvoraf halvdelen i reglen foregår som praktik på en sygehusafdeling og halvdelen hos en almenpraktiserende læge. Derefter er man læge med ret til selvstændigt virke, og de fleste arbejder i nogle år som yngre læge, dvs. læge uden speciale, hvorefter man kan søge en etårig introstilling og derefter den 4-5 årige speciallægeuddannelse i et af de 39 specialer. Almenpraktiserende læger har altså lige så lang uddannelse som andre speciallæger. Forskellen er blot at deres faglige speciale er meget bredt og målrettet de sygdomme og problemstillinger man møder i almen praksis.